# Linea Hakozaki
La linea Hakozaki (箱崎線?, Hakozaki-sen) è una delle tre linee della metropolitana di Fukuoka, nella città di Fukuoka in Giappone. Parte dei treni della linea continuano sulla linea Kūkō fino all'aeroporto senza alcun cambio. È previsto in futuro, presso l'altro capolinea di Kaizuka, di far continuare i treni lungo la linea Nishitetsu Kaizuka, ma al momento non è nota la data di avvio dei servizi. La linea è contraddistinta dal colore blu.

## Storia
In origine lungo l'attuale percorso correvano i binari della tramvia di Fukuoka, chiusa nel 1979. Nel frattempo venne iniziata la costruzione della metropolitana, unente la stazione di Hakozaki-Miyamae a nord con la Kaizuka. 
- 20 aprile 1982: inaugurazione della prima sezione fra Nakasu-Kawabata e Gofukamachi
- 27 aprile 1984: estensione da Gofukamachi a Maidashi-Kyūdai-byōin-mae
- 31 gennaio 1986: estensione a Hakozaki-Kyūdai-mae
- 12 novembre 1986: estensione all'attuale capolinea di Kaizuka
- 7 marzo 2009: introduzione del supporto ai biglietti elettronici Hayakaken

## Fermate
Tutte le stazioni si trovano nella Fukuoka, prefettura di Fukuoka.
| Numero                                  | Stazione                                | Giapponese                              | Distanza intermedia                     | Distanza totale                         | Collegamenti                            | Posizione                               |
| Treni diretti/provenienti da linea Kūkō | Treni diretti/provenienti da linea Kūkō | Treni diretti/provenienti da linea Kūkō | Treni diretti/provenienti da linea Kūkō | Treni diretti/provenienti da linea Kūkō | Treni diretti/provenienti da linea Kūkō | Treni diretti/provenienti da linea Kūkō |
| --------------------------------------- | --------------------------------------- | --------------------------------------- | --------------------------------------- | --------------------------------------- | --------------------------------------- | --------------------------------------- |
| K09 H01                                 | Nakasu-Kawabata                         | 中洲川端                                | -                                       | 0.0                                     | Metropolitana di Fukuoka ■ Linea Kūkō   | Hakata-ku                               |
| H02                                     | Gofukumachi                             | 呉服町                                  | 0.5                                     | 0.5                                     |                                         | Hakata-ku                               |
| H03                                     | Chiyo-Kenchōguchi                       | 千代県庁口                              | 0.7                                     | 1.2                                     |                                         | Hakata-ku                               |
| H04                                     | Maidashi-Kyūdai-byōin-mae               | 馬出九大病院前                          | 0.9                                     | 2.1                                     |                                         | Higashi-ku                              |
| H05                                     | Hakozaki-Miyamae                        | 箱崎宮前                                | 0.8                                     | 2.9                                     |                                         | Higashi-ku                              |
| H06                                     | Hakozaki-Kyūdai-mae                     | 箱崎九大前                              | 0.8                                     | 3.7                                     |                                         | Higashi-ku                              |
| H07                                     | Kaizuka                                 | 貝塚                                    | 1.0                                     | 4.7                                     | Ferrovie Nishi-Nippon Linea Kaizuka     | Higashi-ku                              |

## Materiale rotabile
- serie 1000
- serie 2000